# Otto von Wickede
Otto Jasper Heinrich von Wickede (* 25. März 1823 in Schwerin; † 6. März 1899 in Dresden) war ein deutscher Hofbeamter und Diplomat in Mecklenburg-Schwerin.

## Leben
Otto von Wickede war der Sohn des Oberforstmeisters und Forstrats bei der Kammer in Schwerin Friedrich Theodor von Wickede und der Karoline Juliane geb. von Bose. 
Nach dem Abitur am Fridericianum Schwerin studierte er an der Rheinischen Friedrich-Wilhelms-Universität Bonn, der Georg-August-Universität Göttingen und der Universität Rostock Rechtswissenschaft. Er wurde Mitglied der Corps Borussia Bonn (1842), Lunaburgia Göttingen (1843) und Vandalia Rostock (1843). Nach dem Studium trat er in den Dienst des Herzogtums Mecklenburg-Schwerin. Er wurde Chef des Großherzoglichen Haushalts und übte diese Tätigkeit längere Zeit aus. Zuletzt war er auch Kammerherr. 
1866 war er als Nachfolger von Bernhard Friedrich Ferdinand Carl von Bülow Gesandter zum Bundestag. Wickede begleitete Friedrich Franz II. (Mecklenburg) im Deutsch-Französischen Krieg und wurde 1870 als Präfekt im okkupierten Teil Frankreichs in Chaumont eingesetzt. 
Otto von Wickede war verheiratet mit Elisabeth geb. Freiin von Maltzahn.

## Ehrungen
- Wirklicher Geheimer Rat des Großherzogtums Mecklenburg Schwerin (1887)
- Hausorden der Wendischen Krone, Großkreuz
- Mecklenburg-Schwerinsches Militärverdienstkreuz II. Klasse am roten Bande (9. April 1915)[4]